# Джони Къртис
Вижте пояснителната страница за други значения на Фанданго.
Кърт Хъси е американски професионален кечист. Има договор с WWE и е в шоуто „Разбиване“ под името Джони Къртис. Победител е в 4-тия сезон на NXT.
- Интро песни
  - I Told You So (V2) By Flatfoot 56 (WWE) (2011 – )

## Завършващи движения
- Летящ удар с крак (Maine Jam)
- Суплекс тръшване (Sitout Suplex Slam)
- Обратен камък (A Bid Farewell) – FCW
- Джони ритник (Johnny Kick)

### Титли и отличия
- Florida Championship Wrestling
  - Florida Tag Team Championship (2 пъти) – с Tyler Reks и Derrick Bateman

- Northeast Championship Wrestling
  - NCW New England Championship (1 път)
  - NCW Tag Team Championship (1 път) – с Damian Houston

- Power League Wrestling
  - PLW New England Championship (1 път)

- Premier Wrestling Federation
  - PWF Northeast Tag Team Championship (2 пъти) – с Kenn Phoenix

- Про Kеч (Pro Wrestling Illustrated)
  - PWI го класира #116 от 500-те най-добри кечисти в PWI 500 през 2011 г.

- South Coast Championship Wrestling
  - SCCW Lightweight Championship (1 път)

- World Wrestling Entertainment
  - Победител в NXT Сезон 4